# Cayó el amor (álbum)
Cayó el amor es el cuarto álbum solista del cantante y compositor argentino de cuarteto Pelusa. Fue lanzado en 1986 por el sello RCA Victor en disco de vinilo y casete.

## Lista de canciones
Lado A
1. «Mímame más» (Miguel Antonio Calderón) – 2:33
2. «Baila vanidosa» (Alejandra Aldao, Richard Mochulske) – 2:40
3. «Querida» (Alessandrini, Balducci, Canturias) – 3:25
4. «Ven que hay amor» (Jesús Febrero, Juan Carlos Velázquez) – 2:49
5. «Cayó el amor» (Miguel Antonio Calderón, Carlos Kantor) – 3:56
6. «Camila, Ramón, amor y sueños» (Graciela López, Miguel Antonio Calderón) – 1:50

Lado B
1. «Sos una buena mujer / Mi debilidad» (Miguel Antonio Calderón) – 4:44
2. «Caray» (Juan Gabriel) / «Baterista del alma» (Ray Barretto) / «Para Vigo me voy» (Ernesto Lecuona) – 5:54
3. «Cariño santo» (Francisco Almagro, Manuel Villacañas) / «Llora que te llora» (Graciela López, Miguel Antonio Calderón) – 4:26

## Créditos
- Producción: Luis "D'Artagnan" Sarmiento
- Dirección artística: Adolfo San Martín
- Arreglos brass: Tony Cavalli
- Arreglos teclados: Plácido Lutri
- Saxo alto: Cacho García
- Trompetas: Rubén Albano, Felipe Lo Coscio, Tony Cavalli
- Reclados: Plácido Lutri
- Piano: Alejandro Muntal
- Guitarra: Marcelo Decall (The Cumbia's King)
- Bajo: Marinho Taormina
- Batería y percusión: Luis Ferreyra
- Tumbadoras: Pelusa Koba
- Güiro y la nada: Pancho Spitalle "El Jocoso"
- Mánager: Carlos Kantor

### Reedición del 2001
Cayó el amor fue relanzado por BMG Ariola Argentina S.A. el 19 de noviembre de 2001 en versión CD y casete, junto a las 10 pistas que integran el álbum Teléfono azul de 1985, bajo el nombre de Discografía completa, volumen 2.
- Datos: Q107655921